# 帕劳国会
帕劳国会（英語：Palau National Congress；帛琉語：Olbiil era Kelulau）是帕劳的国家立法机关。

## 體制
帕劳国会实行两院制，由帕劳参议院和帕劳众议院组成。

## 組成
参议院有13名议员，众议院有16名议员。每届国会任期4年。

## 外部連結
- 帛琉國會